# نيكولاس بوران

نيكولاس بوران (مواليد 2 أكتوبر 1995) هو لاعب كريكت من ترينيداد وتوباغو وهو حالياً كابتن منتخب الهند الغربية.

## وصلات خارجية
- نيكولاس بوران على موقع إي آس بي آن كريك إنفو (الإنجليزية)